# Andrássy Kurta János
Andrássy Kurta János (Kiskoh (Bihar vármegye), 1911. november 23. – Budapest, 2008. szeptember 29.) magyar szobrászművész.

## Névválasztása
Kétéves korában árvaságra jutott, lelencbe, majd nevelőszülőkhöz került, akik örökbe fogadták. „Sajnos anyám hamarosan meghalt, és lett egy olyan gonosz mostohám, mint a mesékben” – vallott a művész korai életéről. Az Akadémia Kiadó Kontha Sándor szerkesztette, 1985-ben megjelent kötete úgy véli, hogy a szobrász egy Andrássy gróf gyermeke, maga úgy véli, hogy Szabó Dezső, aki Michelangelónak nevezte, ajánlotta, hogy a felvett Andrássy mellett őrizze meg az eredeti Kurta nevet, s ő ezt elfogadta.

## Munkássága
1931-től a Képzőművészeti Főiskola hallgatója volt Bory Jenő osztályában.
1936-tól a Magyar Képzőművészek Egyesületének, majd 1937-től a Képzőművészek Új Társaságának (KUT) volt a tagja. 1939-ben csatlakozott az Új Művészek Egyesületéhez (UME) is.
1945 után kiszorult a művészeti életből, koholt vádak alapján csaknem halálra ítélték. csak 1954-től kapott újból megbízásokat, s állított ki ismét.
1949-ben költözött be a tisztviselőtelepi műteremházba (Budapest, VIII. kerület), ahol élt és alkotott élete végéig.
Országszerte legalább ötven köztéri szobra áll, Szolnoktól Dalmandig, Veszprémtől Kazincbarcikáig.
1976-ban életműve zömét városának, Sárospataknak adományozta.

## Díjai, elismerései
- 1968, 1971: nívódíj;
- 1981: Sárospatak díszpolgára;
- 1992: A Magyar Köztársasági Érdemrend tisztikeresztje.

## Művészete
Andrássy Kurta János 1944-ben megfogalmazott és századok válságai során igazolt álláspontját nekünk magyaroknak ma és a jövőben is érvényesnek kell tartanunk: „A mi fennmaradásunk záloga: a népből sarjadó kultúránk.”
„Minden korszakomban a magyarságom, a népies látásmódom vezérelt. Ezért sem fogadtam el fiatalon a római ösztöndíjat: én magyar szobrászatot művelek, azt pedig nem tanulhatom külföldön. A tiszta forrás vonzott, ezért, ahogyan Bartók és Kodály a zenében, én a szobrászatban a népi hagyományt kutattam, s annak letisztult formavilága hatott rám művészként.” – mondta művészetéről.

## Egyéni kiállításai

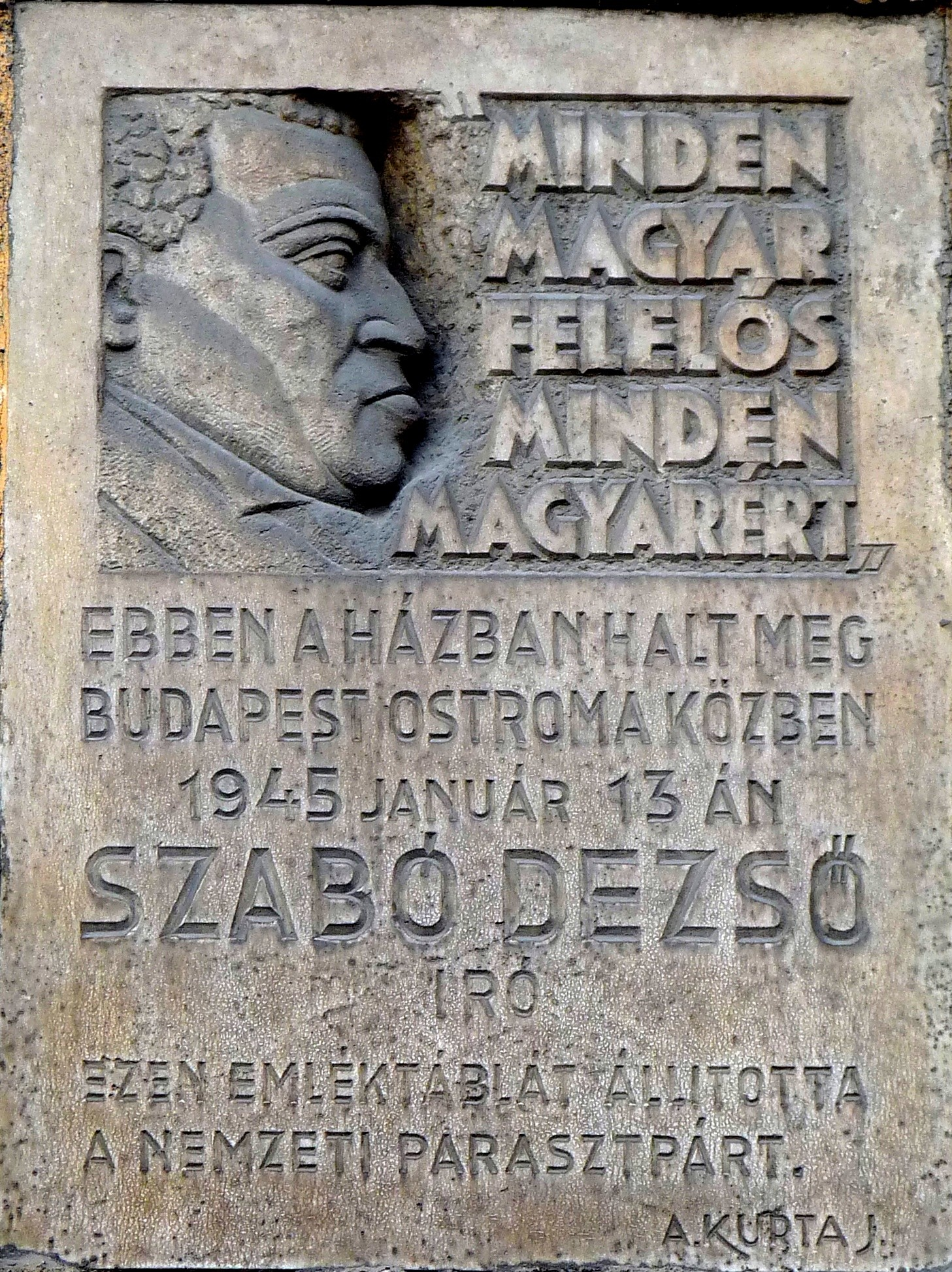
Szabó Dezső író domborműve Budapest VIII. kerületében

- 1938 • Tamás Galéria, Budapest [Bálint Endrével]
- 1940 • Tamás Galéria, Budapest [Freytag Zoltánnal]
- 1944 • Tamás Galéria, Budapest [Boross Gézával]
- 1948 • Fővárosi Népművelési Központ, Budapest [Bartha Lászlóval]
- 1961 • Műcsarnok, Budapest
- 1966 • Műcsarnok, Budapest
- 1976 • Rákóczi Múzeum, Sárospatak
- 1979 • Sátoraljaújhely, a Sütőipari Vállalat Kultúrterme
- 1982 • Sárospataki Képtár (állandó kiállítás)
- 1992 • Vésztő
- 1993 • Kecskemét
- 1994 • Tornyai János Múzeum, Hódmezővásárhely • Hajdúszoboszló • Debrecen
- 1996 • Vigadó Galéria, Budapest 1996, 1997, 1998, 1999, 2000, 2001 • Vármegye Galéria 1999 • Makói Múzeum 2000 • Győri Galéria 2001 • Erdélyi Ház, Sopron • Kecskeméti Múzeum • BMK Galéria, Százhalombatta

## Válogatott csoportos kiállításai

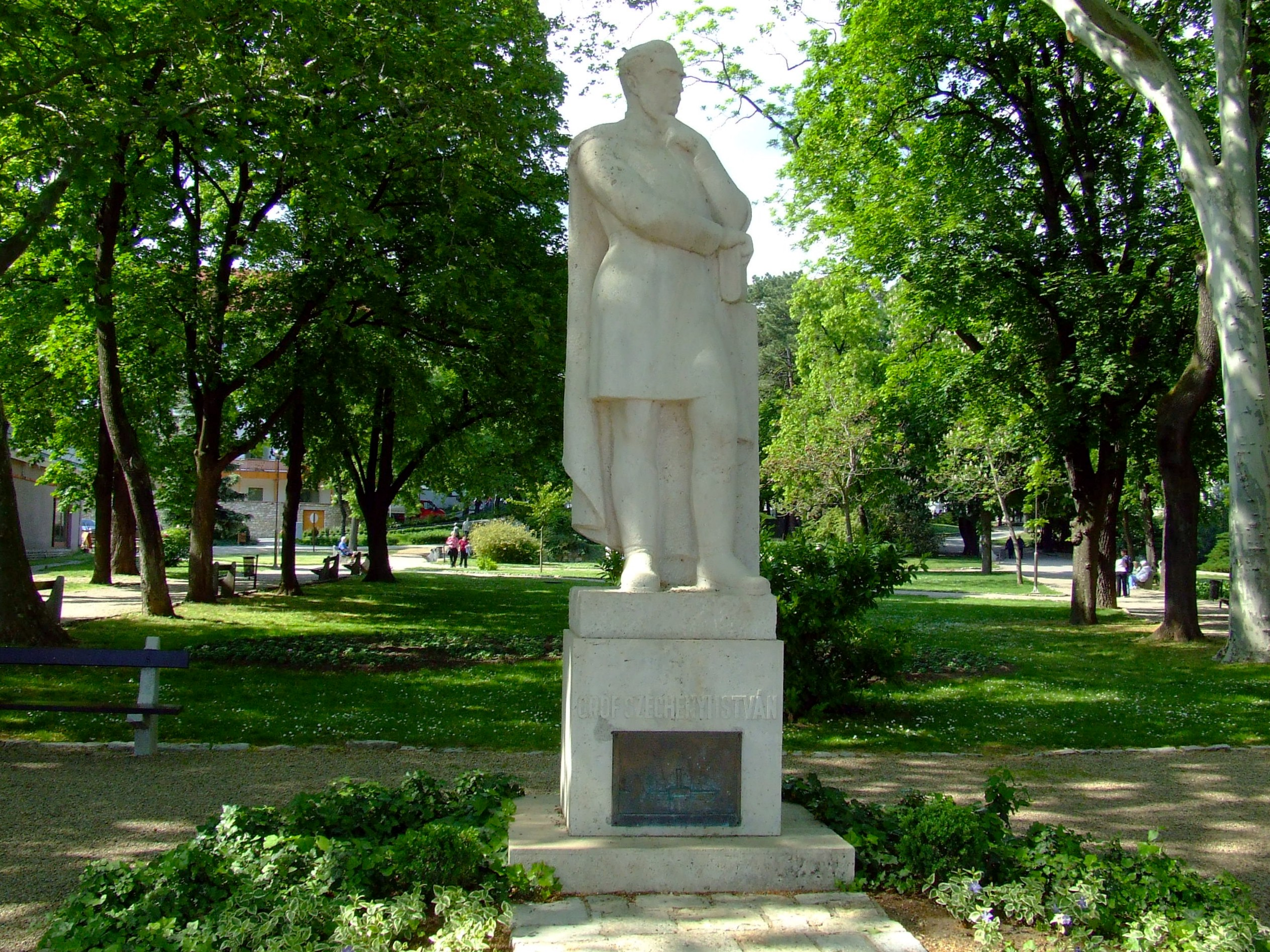
Széchenyi István szobra Balatonfüreden (1941)

- 1934 • Tavaszi Tárlat, Nemzeti Szalon, Budapest
- 1934-től • a Munkácsy Céh kiállítása, Nemzeti Szalon, Budapest
- 1935 • Magyar képzőművészet, Káldor László Galéria, Budapest [nagyobb anyaggal]
- 1937 • a Képzőművészek Új Társasága jubiláris kiállítása, Nemzeti Szalon, Budapest
- 1938 • Modern magyar kisplasztika, Tamás Galéria, Budapest
- 1940 • XXII. Velencei Biennálé, Velence • Új Művészek Egyesülete, Nemzeti Szalon, Budapest • Mai magyar kisplasztika, Tamás Galéria, Budapest
- 1940-től • A Magyar Művészetért, régi Műcsarnok és Műcsarnok, Budapest
- 1941 • 95. csoportkiállítás, Nemzeti Szalon, Budapest (nagyobb anyaggal) • Magyar egyházművészeti kiállítás, Nemzeti Szalon, Budapest • Öt festő, három szobrász, Műbarát • Országos Magyar Képzőművészeti Társulat 80 éves jubileumi kiállítása, Műcsarnok, Budapest
- 1942 • Mai művészek önarcképei, Tamás Galéria, Budapest • XXIII. Velencei Biennálé, Velence
- 1944 • A magyar művészet ötven éve, Fővárosi Képtár, Budapest
- 1946 • Fiatal magyar képzőművészek, Fővárosi Képtár, Budapest
- 1948 • A magyar valóság, Fővárosi Képtár, Budapest • 90 művész kiállítása, Nemzeti Szalon, Budapest
- 1950 • 1. Magyar Képzőművészeti kiállítás, Műcsarnok, Budapest
- 1960 • A felszabadult Budapest művészete, Nemzeti Szalon, Budapest
- 1962 • 9. Magyar Képzőművészeti kiállítás, Műcsarnok, Budapest
- 1966 • Magyar szobrászat 1920-1945. A huszadik század magyar művészete, Csók Képtár, Székesfehérvár
- 1964 • VIII. Országos Képzőművészeti Kiállítás, Herman Ottó Múzeum, Miskolc
- 1969 • Magyar művészet 1945-1969, Műcsarnok, Budapest
- 1974 • IV. Országos Kisplasztikai Biennálé, Pécs

## Művei közgyűjteményekben
- Janus Pannonius Múzeum Modern Magyar Képtár, Pécs
- Magyar Nemzeti Galéria, Budapest
- Petőfi Irodalmi Múzeum, Budapest
- Sárospataki Képtár, Sárospatak.

## Köztéri művei
- Menekülő asszony (kő, 1940, felállítva 1942, Nyíregyháza, 1975-től a kórház előtt)
- Széchenyi I. (kő, 1940, felállítva 1941, Balatonfüred)
- Lóitató-kút (mészkő, 1942, Budapest XII. ker., Istenhegyi és Nógrádi út sarka)
- Kitaibel Pál-emléktábla (1944, Budapest)
- Szabó Dezső-emléktábla (1947, Budapest)
- Anya gyermekével - kútszobor (kő, 1955, Budapest X. ker., Gyömrői út 150., a Villamos-forgógépgyár bölcsődéje)
- Fazola Henrik-mellszobor (bronz, 1957, Diósgyőr, a Kohászati Művek vendégháza)
- Tánc-dombormű (mészkő, 1958, Szolnok, a Szakszervezetek Megyei Tanácsa épülete)
- Pásztorfiú-dombormű (kő, 1958, Budapest I. ker., Fortuna u. 16.)
- Nyár-dombormű - díszkút (mészkő, 1959, Budapest XII. ker., Dániel u. 62., Nyomda- és Papíripari Dolgozók Szakszervezete üdülője)
- Pörgettyűző fiú (bronz, 1961, Szombathely, Színház köz)
- Zene, Dráma-dombormű (mészkő, 1961, Zalaegerszeg, a Szakszervezetek Megyei Tanácsa épülete)
- Ülő férfi (alumíniumöntvény, 1962, Budapest, XII. ker., Pihenő u. 1., Országos Korányi TBC Intézet)
- Kiáltás (alumíniumöntvény, 1965, Kazincbarcika, Építők útja)
- Ülő paraszt (mészkő, 1965, Salgótarján, Építőipari munkásszálló)
- Halas fiú (alumíniumöntvény, 1966, Velence, Lidó étterem)
- Ülő nő (mészkő, 1967, Kecskemét)
- Olvasó nő (mészkő, 1967, Dalmand, Állami Gazdaság)
- Móricz-mellszobor (mészkő, 1968, Sárospatak, szoborpark)
- Ülő fiú (mészkő, 1968, Budapest XX. ker., Nyír u. Általános Iskola)
- Álmodozó (mészkő, 1971, Budapest X. ker,. Maglódi út 89-91., Bajcsy-Zsilinszky Kórház)
- Zenélő (bronz, 1972, Miskolc, TBC Intézet)
- Mikszáth Kálmán-mellszobor (mészkő, 1972, Pásztó, Mikszáth Szakközépiskola)
- Tövishúzó (mészkő, 1972, Vésztő, Szabó P. Gimnázium)
- Ady-mellszobor (mészkő, 1974, Csenger, Gimnázium)
- Anya gyermekével (mészkő, 1974, Magyarnándor)
- Móricz-dombormű (mészkő, 1976, Sárospatak, Arany J. u. 5-7., általános iskola)
- Széchenyi-dombormű (mészkő, 1977, Sárospatak, Vízikapu)
- Szabó Pál-mellszobor (mészkő, 1978, Vésztő, Szabó P. Gimnázium)
- Ülő fiú (mészkő, 1978, Cegléd, Dózsa Gy. Kollégium)
- Móricz-emléktábla (mészkő, 1979, Sárospatak, Dobó u. 6.)
- Fiú lovon (bronz, 1981, Sárospatak, Kádár u. 14.)
- Anya csecsemővel (mészkő, 1984, Sárospatak, Egészségház)
- Jakoby László-mellszobor (bronz, 1984, Budapest, Öntödei Múzeum)
- Tércsey Ferenc-mellszobor (bronz, 1984, Budapest, Öntödei Múzeum)
- Fazola Henrik-portré (bronz, 1985, Budapest, Öntödei Múzeum)
- Rombauer Tivadar-mellszobor (bronz, 1985, Budapest, Öntödei Múzeum)
- Tompa Mihály-mellszobor (bronz, 1988, Kelemér, Művelődési Ház)
- Soli deo Gloria Diákszövetség-szobor (kő, 1991, Siófok)
- Sinka István-mellszobor (bronz, 1992, Vésztő, Történelmi Emlékhely)
- Együd Árpád-relief (bronz, 1992, Siófok, Kálmán Imre Múzeum)
- dr. Zákonyi Ferenc-dombormű (bronz, márvány, 1994, Siófok, a Siótour épülete)
- Vass Lajos-dombormű (kő, bronz, 1994, Budapest VIII. ker., Kőfaragó u. 12., a Vasas Művészegyüttes Székháza)

## Irodalmi, egyéb művészeti munkássága
- A magyar nép szobrászata, Budapest, 1944 -
- Korszerű művészet és népiség, Budapest, 1947.
- Egy marék siker I-II. - avagy hatalmi harc a művészetben - BBS-INFO Kiadó 2002. - ISBN 9638628812
- Egy marék siker I-II. - A szerző magánkiadása - BIRÓ family Kft. 2006. - ISBN 963-06-0069-2
- Pilisi vadálló kövek - BIRÓ family Kft. 2003. - ISBN 9639289671
- Holtak völgye: Holdvilágárok - BIRÓ family Kft. 2007. - ISBN 963-9289-68-X
- A magyar népművészet ősisége - Magyar Történelmi Szemle -